# Greigia atrocastanea
Greigia atrocastanea är en gräsväxtart som beskrevs av Hans Edmund Luther. Greigia atrocastanea ingår i släktet Greigia och familjen Bromeliaceae.
Artens utbredningsområde är Bolivia. Inga underarter finns listade i Catalogue of Life.